# Klipdam
Klipdam is een klein dorp in de onherbergzame regio ǁKaras in het uiterste zuiden van Namibië, dicht bij de grens met Zuid-Afrika. Het dorp bestaat slechts uit enkele boerderijen, langs de M26.